# جان گارستانگ (بازیکن فوتبال)
جان گارستانگ (انگلیسی: John Garstang؛ 12 November 1876 – ۱۹۵۷ (۸۰−۸۱ سال)) بازیکن فوتبال بود.
از باشگاه‌هایی که در آن بازی کرده‌است می‌توان به باشگاه فوتبال بلکبرن روورز اشاره کرد.